# Суперкубок Західного берегу з футболу 2014
Суперкубок Західного берегу з футболу 2014  — 5-й розіграш турніру. Матч відбувся 12 вересня 2014 року між чемпіоном Західного берегу клубом Тараджі (Ваді Аль-Нес) та володарем Кубка Західного берегу клубом Гіляль Аль-Кудс.
| Володар Суперкубка Західного берегу 2014 |
| ---------------------------------------- |
|                                          |
| Гіляль Аль-Кудс Другий титул             |

## Матч

### Деталі
| 12 вересня 2014 19:00 (EEST) |

| Тараджі (Ваді Аль-Нес) | 0:3      | Гіляль Аль-Кудс                     |
| ---------------------- | -------- | ----------------------------------- |
|                        | Протокол | Кваїс 80' Салбіс 90+1' Джамал 90+3' |

| Хуарі Бумедьєн, Дура Арбітр: Язід Абу Аркуб |